# Jean Fourquet
Jean Philippe Fourquet (* 23. Juni 1899; † 18. September 2001) war ein französischer Germanist. 
Er bekam im Jahr 1969 den Brüder-Grimm-Preis der Philipps-Universität Marburg und 1973 den Konrad-Duden-Preis der Stadt Mannheim für seine Arbeiten über die deutsche Sprache in Frankreich. 1983 erhielt er den Friedrich-Gundolf-Preis für die Vermittlung deutscher Kultur in Frankreich.
Fourquet gehörte zu den Unterzeichnern der Gemeinsamen Erklärung der Sprach- und Literaturwissenschaftler zur Rechtschreibreform aus dem Jahre 1998, in der circa 550 Professoren aus Deutschland und aus dem Ausland die Rücknahme der Reform forderten. Er hat viel zur deutschen Literatur des Mittelalters veröffentlicht.

## Veröffentlichungen
- 1969: Das Werden des neuhochdeutschen Verbsystems. In: Ulrich Engel, Paul Grebe, Heinz Rupp (Hrsg.): Festschrift für Hugo Moser zum 60. Geburtstag.
- 1970: Prolegomena zu einer deutschen Grammatik. Pädagogischer Verlag Schwann, Düsseldorf (Sprache der Gegenwart, Band 7).
- 1974: Die deutsche Sprache in Frankreich. Bibliographisches Institut, Mannheim, ISBN  3-411-01046-0 (Duden-Beiträge, Heft 41).